# Devin White
Pour les articles homonymes, voir White.
(en) Statistiques sur pro-football-reference
Devin White, né le 17 février 1998 à Springhill en Louisiane,  est un joueur professionnel de football américain, évoluant au poste de linebacker dans la National Football League (NFL) depuis la saison 2019.
Au niveau universitaire, il a joué pour les Tigers de l'université d'État de Louisiane pendant trois saisons (2016-2018) dans la NCAA Division I FBS (2016-2018).
Il est ensuite sélectionné en 5e choix global lors du premier tour de la draft 2019 de la NFL par la franchise des Buccaneers de Tampa Bay avec qui il joue pendant cinq saisons (2019-2023) avant de rejoindre les Eagles de Philadelphie en 2024.

## Jeunesse
White est le fils de Coesha Standokes-White et Carlos Thomas. Il fréquente la North Webster High School à Springhill où il joue au football américain pour les Knights, sous les ordres du coach John Ware. 
Au lycée, il occupe la position de running back ou full back et il est sélectionné dans l'équipe Freshman All-Americans.
Il est considéré comme une recrue quatre étoiles par Rivals.com, 247Sports.com, ESPN et Scout.com (en). ESPN le considère comme le 10e « athlète » du pays, Scout.com lui attribue la 69e place de son classement de recrues et il est la 15e meilleure recrue de Louisiane selon Rivals.
White est une recrue controversée hors du lycée, ayant plusieurs fois des démêlés avec la police. En novembre 2015, lui et son coéquipier Keuntra Gipson sont arrêtés pour relations sexuelles consenties avec une adolescente de 14 ans, un délit en Louisiane. Un mois plus tard, White est arrêté pour délit de « conduite négligente d'un véhicule à moteur et vol d'un officier »,. En raison de sa situation juridique, White est renvoyé du match Under Armour All-America 2015. En dépit de ces controverses, il est toujours capable de signer avec LSU pour jouer au football américain.

## Carrière universitaire
Pour son année freshman, durant la saison 2016, White récolte les honneurs de l'équipe Freshman All-America après avoir enregistré 30 tacles dont 3 for loss, un sack, un fumble forcé et un fumble récupéré. Il se fait remarquer lors de la victoire 26-6 contre les Cardinals de l'université de Louisville en accumulant cinq tacles et un sack sur le quarterback vainqueur du trophée Heisman, Lamar Jackson, lui faisant perdre 19 yards, au premier quart temps.
La saison 2017, son année sophomore, le voit remporter les honneurs de la deuxième équipe All-America et une reconnaissance de la première équipe All-SEC. Lors de la victoire 45-21 contre les Aggies de l'université A&M du Texas, il a sa première interception en carrière. Il participe aux 13 matchs des Tigers pour un total de 133 tacles dont 37 en solo et 4,5 sacks. LSU est invité au Citrus Bowl 2018 contre les Fighting Irish de l'université de Notre Dame du Lac et White y enregistre six tacles dont 4 en solo ainsi qu'un sack, lors d'une défaite 21-17.
Il dispute les treize matchs de son équipe lors de la saison 2018, son année junior, et termine avec 123 tacles dont 62 en solo, trois sacks et six passes défendues. Il est forcé de rester à l'écart de la première moitié du match contre le Crimson Tide de l'université de l'Alabama en raison de son expulsion pour défense illégale (targeting) en seconde mi-temps contre les Bulldogs de l'université d'État du Mississippi.
À la fin de la saison, White décide de renoncer à son année senior et de présenter à la draft 2019 de la NFL.

### Statistiques universitaires
| Année  | Équipe        | Statut | MJ |       | Plaquages | Plaquages | Plaquages | Plaquages |       | Interceptions | Interceptions | Interceptions | Interceptions |  | Fumbles | Fumbles |
| Année  | Équipe        | Statut | MJ | Total | Seul      | Ast.      | Sacks     | Nb.       | Yards | Déf.          | TD            | Nb.           | Rec.          |  |         |         |
| 2016*  | Tigers de LSU | FR     | 8  | 30    | 15        | 15        | 1,0       | 0         | 0     | 0             | 0             | 1             | 1             |  |         |         |
| 2017*  | Tigers de LSU | SO     | 13 | 133   | 37        | 96        | 4,5       | 1         | 3     | 3             | 0             | 0             | 0             |  |         |         |
| 2018*  | Tigers de LSU | JR     | 13 | 123   | 62        | 61        | 3,0       | 0         | 0     | 6             | 0             | 3             | 2             |  |         |         |
| Totaux | Totaux        | Totaux | 34 | 286   | 114       | 172       | 8,5       | 1         | 3     | 9             | 0             | 4             | 3             |  |         |         |

* Matchs de bowl inclus

## Carrière professionnelle
White assiste au NFL Scouting Combine  à Indianapolis, dans l'Indiana, et réalise les performances suivantes : 
| Taille             | Poids            | Bras               | Main              | Sprint   | Sprint   | Sprint   | Shuttle 20 yards | 3 cones drill | Détente          | Détente             | Développé couché | Test Wonderlic |
| Taille             | Poids            | Bras               | Main              | 40 yards | 10 yards | 20 yards | Shuttle 20 yards | 3 cones drill | verticale        | horizontale         | Développé couché | Test Wonderlic |
| 6 ft 0 in (1,83 m) | 237 lbs (108 kg) | 32 in 1⁄8 (0,82 m) | 9 in 3⁄4 (0,25 m) | 4,42 s   |          |          | 4,17 s           | 7,07 s        | 39,5 in (1,00 m) | 9 ft 10 in (3,00 m) | 22 reps          |                |

### Buccaneers de Tampa Bay
White est sélectionné par les Buccaneers de Tampa Bay au premier tour, avec le cinquième choix global, de la draft 2019 de la NFL. Sa sélection fait de lui le joueur défensif des Tigers de LSU drafté le plus haut depuis Patrick Peterson en 2011, ainsi que le joueur de ligne avec la sélection le plus haute de l'histoire de l'école.

#### Saison 2019
Le 20 juillet 2019, les Buccaneers signent avec White un contrat de quatre ans entièrement garanti de 29,32 millions de dollars qui comprend une prime à la signature de 19,34 millions de dollars,.
White fait ses débuts dans la NFL lors de la première semaine contre les 49ers de San Francisco. Dans le match, White effectue six tackles dans la défaite de 31-17.  Lors de la Semaine 2, une victoire de 20-14 contre les Panthers de la Caroline, White est victme d'une entorse du ligament collatéral tibial, ce qui lui fait manquer les trois matchs suivants. En semaine 5 contre les Panthers, White enregistre un record d'équipe de 9 tackles dans la défaite 37-26. En neuvième semaine contre les Seahawks de Seattle, White enregistre un autre sommet d'équipe avec 12 tackles, un demi-sack sur le quarterback Russell Wilson et force deux fumbles sur le running back Chris Carson, dont un est récupéré par son coéquipier Jordan Whitehead dans la défaite de 40-34. Pendant le 11e semaine contre les Saints de La Nouvelle-Orléans, White enregistre un troisième record d'équipe de 13 tackles dans la défaite de 34 à 17. En semaine 12, lors d'une victoire de 35-22 contre les Falcons d'Atlanta, White réalise 8 tackles et deux sacks sur le quarterback Matt Ryan, le premier match à plusieurs sacks de sa carrière. Durant la semaine 13, lors d'une victoire de 28-11 contre les Jaguars de Jacksonville, White a 7 tackles, sa première interception en carrière sur une passe lancée par Nick Foles, et il récupère un fumble forcé de son coéquipier Shaquil Barrett sur Foles pour un touchdown. Grâce à son jeu solide, 39 tackles, 2,5 sacks, 1 déviation de passe et 2 fumbles forcés des semaines 9 à 12, White est nommé rookie défensif NFC du mois. En semaine 14, lors d'une victoire de 38-35 contre les Colts d'Indianapolis, il effectue 5 tackles et un fumble forcé sur le running back Nyheim Hines (en) qui est récupéré par son coéquipier Mike Edwards. Pendant la semaine 15, lors d'une victoire de 38-17 contre les Lions de Détroit, il réalise 3 tackles et récupère un fumble forcée par leur coéquipier Lavonte David. En semaine 17, lors d'une défaite de 28-22 en prolongation contre les Falcons, White a 5 tackles et a récupéré un strip sack par son coéquipier Jason Pierre-Paul et le retourne sur 91 yards pour un touchdown. En raison de ses performances, 29 tackles, 2 déviation de passe, 1 interception, 1 fumbles forcés, 4 récupérations de fumble et 2 fumbles retournés pour des touchdowns des semaines 13 à 17, il est de nouveau nommé rookie défensif NFC du mois.
White termine sa saison rookie avec un total de 91 tackles, 2,5 sacks, 3 déviations de passe, 1 interception, 3 fumbles forcés, 4 récupérations de fumble et 2 fumbles retournés en touchdown.

### Eagles de Philadelphie
Le 14 mars 2024, Devin White signe un contrat d'un an pour un montant de 7,5 millions de dollars avec les Eagles de Philadelphie.

## Statistiques
| Année  | Équipe                  | MJ |                 | Plaquages       | Plaquages       | Plaquages       | Plaquages       |                 | Interceptions   | Interceptions   | Interceptions | Interceptions |  | Fumbles | Fumbles |
| Année  | Équipe                  | MJ | Total           | Seul            | Ast.            | Sacks           | Nb.             | Yards           | Déf.            | TD              | Nb.           | Rec.          |  |         |         |
| 2019   | Buccaneers de Tampa Bay | 13 | 91              | 58              | 33              | 2,5             | 1               | 5               | 3               | 0               | 3             | 4             |  |         |         |
| 2020   | Buccaneers de Tampa Bay | 15 | 140             | 97              | 43              | 9,0             | 0               | 0               | 4               | 0               | 1             | 1             |  |         |         |
| 2021   | Buccaneers de Tampa Bay | 17 | 128             | 87              | 41              | 3,5             | 0               | 0               | 3               | 0               | 0             | 1             |  |         |         |
| 2022   | Buccaneers de Tampa Bay | 17 | 124             | 73              | 51              | 5,5             | 0               | 0               | 5               | 0               | 2             | 3             |  |         |         |
| 2023   | Buccaneers de Tampa Bay | 14 | 83              | 49              | 34              | 2,5             | 2               | 36              | 6               | 0               | 0             | 0             |  |         |         |
| 2024   | Eagles de Philadelphie  | ?  | Saison en cours | Saison en cours | Saison en cours | Saison en cours | Saison en cours | Saison en cours | Saison en cours | Saison en cours | ?             | ?             |  |         |         |
| Totaux | Totaux                  | 76 | 566             | 364             | 202             | 23,0            | 3               | 41              | 21              | 0               | 6             | 9             |  |         |         |

| Année  | Équipe                  | MJ |       | Plaquages | Plaquages | Plaquages | Plaquages |       | Interceptions | Interceptions | Interceptions | Interceptions |  | Fumbles | Fumbles |
| Année  | Équipe                  | MJ | Total | Seul      | Ast.      | Sacks     | Nb.       | Yards | Déf.          | TD            | Nb.           | Rec.          |  |         |         |
| 2020   | Buccaneers de Tampa Bay | 3  | 38    | 27        | 11        | 0,0       | 2         | 28    | 2             | 0             | 0             | 2             |  |         |         |
| 2021   | Buccaneers de Tampa Bay | 2  | 13    | 7         | 6         | 0,0       | 0         | 0     | 2             | 0             | 0             | 0             |  |         |         |
| 2022   | Buccaneers de Tampa Bay | 1  | 5     | 2         | 3         | 0,0       | 0         | 0     | 0             | 0             | 0             | 0             |  |         |         |
| 2023   | Buccaneers de Tampa Bay | 2  | 3     | 0         | 3         | 0,0       | 0         | 0     | 2             | 0             | 0             | 0             |  |         |         |
| Totaux | Totaux                  | 8  | 59    | 36        | 23        | 0,0       | 2         | 28    | 4             | 0             | 0             | 2             |  |         |         |